# Pandanus foetidus
Pandanus foetidus là một loài thực vật có hoa trong họ Dứa dại. Loài này được Roxb. miêu tả khoa học đầu tiên năm 1832.